# Lancia Ypsilon (L21)

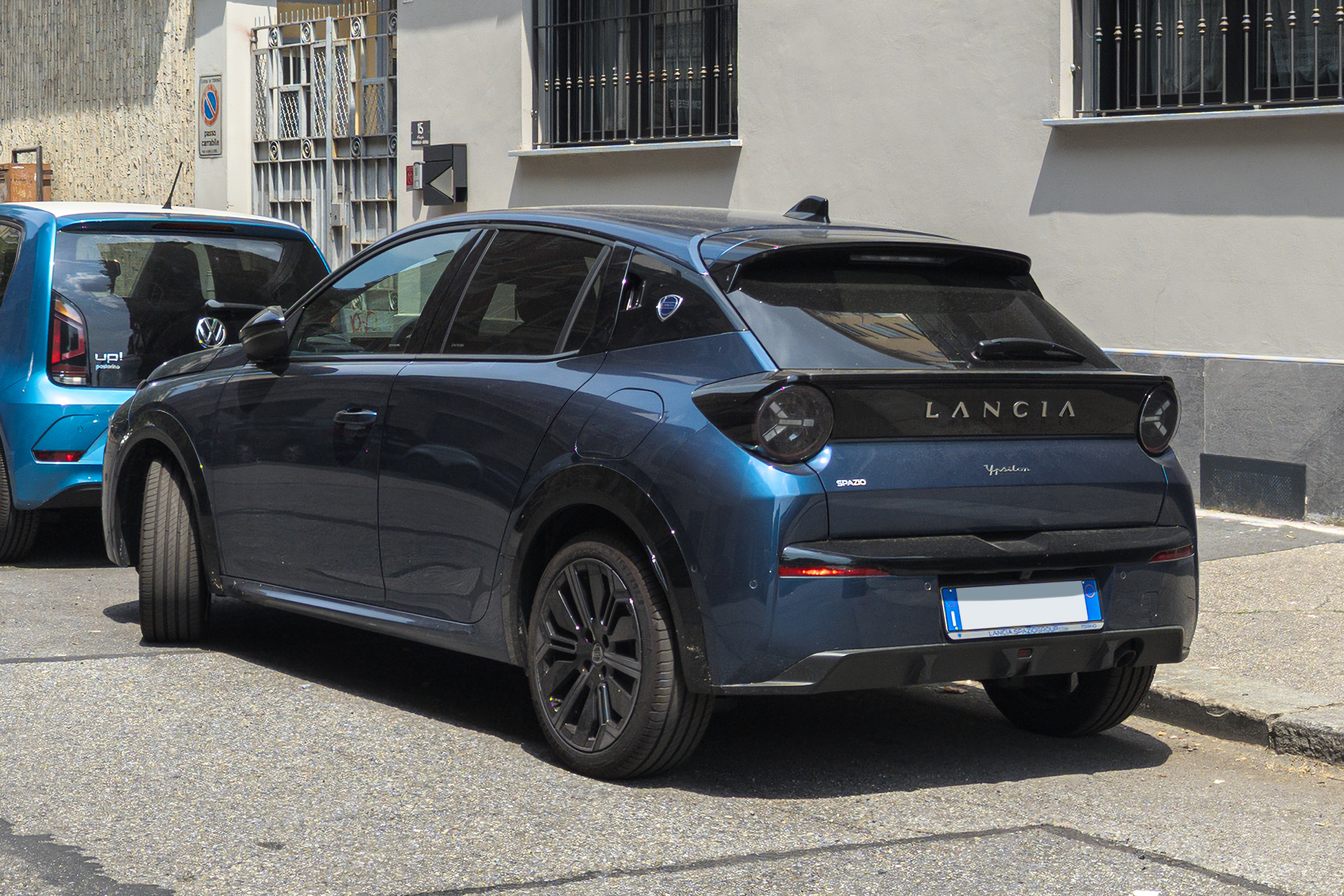
Heckansicht

Der Lancia Ypsilon (Typ L21) ist ein Kleinwagen des italienischen Automobilherstellers Lancia. Nach dem 2017 erfolgten Verkaufsstopp des Vorgängers auf den Märkten außerhalb Italiens wird das Modell seit 2024 in Italien angeboten, ab 2025 auch außerhalb Italiens. Es ist das erste neue Modell der Marke seit 2011.

## Geschichte
Im April 2023 gab Lancia mit der Studie Pu+Ra HPE einen Ausblick auf zukünftige Modelle der Marke. Der serienreife Ypsilon wurde im Februar 2024 in Mailand vorgestellt. Sowohl Design als auch Abmessungen unterscheiden sich deutlich vom Vorgänger. Nach dem Marktstart 2024 in Italien soll der Ypsilon später auch auf anderen Märkten angeboten werden; in Deutschland ist die Markteinführung Mitte 2025 geplant. In Kooperation mit dem italienischen Möbelhersteller Cassina bietet Lancia zu Beginn eine auf 1906 Stück limitierte gleichnamige Sonderedition mit hochwertigen Materialien an. Die Zahl 1906 markiert das Gründungsjahr der Marke.

## Technik
Technisch teilt sich der Ypsilon die Common Modular Platform (CMP) mit anderen Modellen aus dem Stellantis-Konzern. Eng verwandt ist das Modell insbesondere mit dem Opel Corsa F und dem Peugeot 208 II. Mit dem Corsa wird er gemeinsam im spanischen Stellantis-Werk in Figueruelas gebaut. Neben dem Elektroantrieb in zwei Leistungsstufen mit 115 kW (156 PS) oder 206 kW (280 PS) und einem Drehmoment von 260 bzw. 345 Nm wird auch ein Mild-Hybrid mit bis zu 81 kW (110 PS) angeboten. Die Hochvoltbatterie der Elektroversion bietet eine Kapazität von 54 kWh und soll eine Reichweite von knapp über 400 km nach WLTP ermöglichen. Die Ladegeschwindigkeiten betragen 100 kW über Gleichstrom bzw. 11 kW über Wechselstrom. Je nach Leistungsstufe beträgt die Beschleunigungszeit aus dem Stand auf 100 km/h 5,8 bzw. 8,2 Sekunden; die Höchstgeschwindigkeit gibt der Hersteller mit 150 km/h an.
Besondere Merkmale sind das Tagfahrlicht mit zwei horizontalen und einem vertikalen Element, auch Calice (ital. für Kelch) genannt, was ein historisches Element des Kühlergrills bei Lancia ist, Rückleuchten in Anlehnung an den Stratos sowie im Innenraum eine „Tavolino“ bzw. Couchtischchen genannte, runde Ablagefläche in der Mittelkonsole mit integrierter induktiver Ladefläche für Smartphones oder Halteleiste für Tablets. Zwei jeweils 10,25 Zoll große Displays dienen zur Bedienung des Fahrzeugs und des Infotainmentsystems. Hinter dem zweiten Display befindet sich der S.A.L.A. genannte Sprachassistent, der verschiedene Funktionen wie Klima, Audio und Ambientebeleuchtung steuern kann.
Das Kofferraumvolumen beträgt 309 bis 352 Liter.
|                                                      | Hybrid                         | Hybrid                         | Elektro                                            | Elektro HF                                         |
| ---------------------------------------------------- | ------------------------------ | ------------------------------ | -------------------------------------------------- | -------------------------------------------------- |
| Bauzeitraum                                          | 03/2024–04/2025                | seit 04/2025                   | seit 02/2024                                       | seit 06/2025                                       |
| Motorkenndaten                                       |                                |                                |                                                    |                                                    |
| Motortyp                                             | R3-Ottomotor                   | R3-Ottomotor                   | Elektromotor Vitesco EMR3 von Vitesco Technologies | Elektromotor Vitesco EMR3 von Vitesco Technologies |
| Motoraufladung                                       | Turbolader                     | Turbolader                     | —                                                  | —                                                  |
| Hubraum                                              | 1199 cm³                       | 1199 cm³                       | —                                                  | —                                                  |
| Verdichtungsverhältnis                               | 10,5 : 1                       | 10,5 : 1                       | —                                                  | —                                                  |
| max. Leistung bei min−1                              | 74 kW (100 PS) / 5500 (1)      | 81 kW (110 PS) / 5500 (1)      | 115 kW (156 PS)                                    | 206 kW (280 PS)                                    |
| max. Drehmoment bei min−1                            | 205 Nm / 1750 (1)              | 205 Nm / 1750 (1)              | 260 Nm                                             | 345 Nm                                             |
| Kraftübertragung                                     |                                |                                |                                                    |                                                    |
| Antrieb, serienmäßig                                 | Vorderradantrieb               | Vorderradantrieb               | Vorderradantrieb                                   | Vorderradantrieb                                   |
| Getriebe, serienmäßig                                | 6-Gang-Doppelkupplungsgetriebe | 6-Gang-Doppelkupplungsgetriebe | Eingang-Reduktionsgetriebe                         | Eingang-Reduktionsgetriebe                         |
| Getriebe, optional                                   | —                              | —                              | —                                                  | —                                                  |
| Messwerte                                            |                                |                                |                                                    |                                                    |
| Leergewicht                                          | 1282 kg                        | 1282 kg                        | 1584 kg                                            |                                                    |
| Höchstgeschwindigkeit                                | 190 km/h                       | 190 km/h                       | 150 km/h                                           | 180 km/h                                           |
| Beschleunigung, 0–100 km/h                           | 9,3 s                          | 9,3 s                          | 8,2 s                                              | 5,6 s                                              |
| Kraftstoff-/Energieverbrauch auf 100 km (kombiniert) | 4,6 l Super                    | 4,5–4,6 l Super                | 14,3–14,6 kWh                                      |                                                    |
| CO2-Emissionen, kombiniert                           | 103 g/km                       | 102–104 g/km                   | 0 g/km                                             | 0 g/km                                             |
| Tankinhalt                                           | 44 l                           | 44 l                           | —                                                  | —                                                  |
| Antriebsbatterie-Nennenergieinhalt                   | —                              | —                              | 54 kWh (brutto)                                    | 54 kWh (brutto)                                    |
| Antriebsbatterie-Typ                                 | —                              | —                              | Lithium-Ionen-Polymer                              | Lithium-Ionen-Polymer                              |
| Antriebsbatterie-Thermomanagement                    | —                              | —                              | aktive Flüssigkeitskühlung                         | aktive Flüssigkeitskühlung                         |
| elektrische Reichweite nach WLTP                     | —                              | —                              | 394–403 km                                         | 370 km                                             |
| Abgasnorm                                            | Euro 6e                        | Euro 6e                        | —                                                  | —                                                  |